# Sportovní Klub Benešov
Lo Sportovní Klub Benešov è una società calcistica ceca con sede nella città di Benešov.
Oggi milita nel quarto livello del calcio ceco, la 4. liga. Raggiunge nella stagione 1995 la 1. liga, la prima divisione del calcio ceco grazie al secondo posto in seconda divisione. Nel campionato arriva all'ultimo posto e viene retrocessa e non raggiungerà più la prima divisione.

## Palmarès

### Altri piazzamenti
- Druhá liga:

Secondo posto: 1993-1994

## Cronistoria
- 1913: il club viene fondato AFK Benešov
- 1929: il club è rinominato Benešovský SK
- 1940: il club è rinominato Slavoj Benešov
- 1948: il club è rinominato Sokol Benešov
- 1949: il club è rinominato Sokol ČSD Benešov
- 1953: il club è rinominato TJ Lokomotíva Benešov
- 1971: il club è rinominato  TJ ČSAD Benešov
- 1990: il club è rinominato FK Švarc Benešov
- 1996: il club è rinominato FK Benešov
- 1999: il club è rinominato SK Benešov